# Duché de Medinaceli
 (septembre 2012).
Si vous disposez d'ouvrages ou d'articles de référence ou si vous connaissez des sites web de qualité traitant du thème abordé ici, merci de compléter l'article en donnant les références utiles à sa vérifiabilité et en les liant à la section « Notes et références ».
1368–1479
1479–présent
Le comté, puis duché de Medinaceli est un des plus prestigieux titres nobiliaires espagnols. Le comté est créé, en 1368, en faveur de Bernard de Béarn - un fils bâtard du comte de Foix-Béarn Gaston III Fébus - qui avait passé sa vie au service du roi de Castille Henri II. Le nom du comté fait référence à la ville de Medinaceli, dans le royaume de Castille. Il s'étendait alors sur le sud-est de l'actuelle province de Soria, ainsi qu'une partie de la province de Guadalajara, jusqu'au Tage.
En 1479, le comté est élevé au rang de duché par la reine Isabelle Ire, en faveur de Luis de la Cerda y de la Vega. En 1520 lui est associée la grandesse d'Espagne. Le 19e duc en titre, Marco de Hohenlohe y Medina, est mort le 19 août 2016. Sa fille aînée, Victoria de Hohenlohe, lui succède en 2017 comme 20e duchesse de Medinaceli.

## Histoire
Son origine remonte aux Infants de la Cerda, qui étaient les enfants du fils aîné de Alphonse X le Sage et qui mourut avant son père. Le fils cadet du roi, Sanche IV, usurpa le trône et de sa descendance est issue la famille royale espagnole. Cette question dynastique généra un conflit qui ne fut résolu qu'au XIVe siècle après les guerres de succession, époque à laquelle est donné aux descendants des infants de la Cerda par les femmes (Isabel de la Cerda, épouse de Bernard de Béarn) le titre de comte de Medinaceli, titre que les Rois catholiques élèvent au rang de duché au XVe siècle.
Le 15 novembre 1344, le pape Clément VI nomme Louis de la Cerda, grand-père des comtes de Medinaceli, « prince de Fortunie » (ou prince des îles Fortunées) par la bulle papale Tue devotionis sinceritas, en échange d'une rente de 400 florins d'or par an. Louis de la Cerda obtient la souveraineté sur les onze îles Fortunées avec des indulgences accordées à tous ceux qui participeront à l'expédition de conquête. Le poète Petrarque relate la cérémonie.
Les ducs de Medinaceli sont à ce jour les prétendants à la seigneurie des îles Fortunées (Îles Canaries) et ont la préséance sur toutes les familles nobles d'Espagne, surpassés uniquement par la famille royale.
Le palais ducal à Madrid est orienté vers la Carrera de San Jerónimo où résidait la famille Medinaceli jusqu'en 1910, année où leur demeure fut détruite pour être remplacée par l'hôtel Palace.

## Héraldique
| Armes de maison de Medinaceli | Blasonnement : Écartelé en 1 et 4 de Castille et Léon (parti de gueules au château d'or à trois tourelles, ouvert et ajouré d'azur et d'argent au lion de pourpre armé et lampassé d'or); en 2 et 3 de France (d'azur à trois fleurs de lys d'or, posées 2 et 1) |